# Urússovo
Urússovo (en rus: Урусово) és un poble de l'óblast de Saràtov, a Rússia, segons el cens del 2010 tenia 415 habitants. Pertany al districte municipal de Rtísxevo.